# Mauro Vittorio Zanotta
Mauro Vittorio Zanotta (Laino, 1963 – Monte Bianco, 17 maggio 2009) è stato un astronomo italiano.
Mauro Vittorio Zanotta era un geometra e un astrofilo italiano, è ricordato in particolare per essere stato l'ultimo astrofilo italiano a oggi ad aver scoperto una cometa da terra (altre scoperte sono state fatte su immagini riprese dal satellite SOHO). L'attività astronomica di Zanotta è stata rivolta principalmente allo studio e all'osservazione delle stelle variabili e alla ricerca di comete. Zanotta è stato membro dell'AAVSO (sigla ZAM).
Il 23 dicembre 1991 Zanotta ha coscoperto la cometa C/1991 Y1 Zanotta-Brewington, la scoperta è avvenuta dopo 3 anni e mezzo e 230 ore di osservazioni.
Nel 1989 Zanotta era stato uno scopritore indipendente della cometa C/1989 W1 Aarseth-Brewington, nel 1990 era stato uno scopritore indipendente della cometa C/1990 N1 Tsuchiya-Kiuchi.
Zanotta è morto in un incidente di scialpinismo avvenuto sul versante francese del Monte Bianco.
In suo onore l'asteroide 1998 OK è stato denominato 14568 Zanotta.
Nel 2010 gli è stato assegnato alla memoria il Premio Brian Geoffrey Marsden.